# Liga Uruguaya de Básquetbol 2007-08
La V Liga Uruguaya de Básquetbol 2007-08, organizada por la FUBB, se inició el 10 de setiembre de 2007 y culminó el 10 de marzo de 2008, consagrando al Biguá como campeón por primera vez.

## Sistema de disputa
El sistema de disputa de la Liga consta básicamente de tres etapas: el torneo clasificatorio, la segunda fase y los play-offs que abarca las semifinales y las finales.
La liga comienza con el Clasificatorio, donde cada equipo deberá jugar contra todos sus rivales dos veces, una oficiando de local en su cancha y otra de visitante. Terminada esta fase, pasarán a la próxima ronda los ocho primeros equipos, los últimos dos equipo de la tabla descenderán de categoría para jugar el Torneo Metropolitano
Luego de culminado el Torneo de Clasificación comienzan las ruedas de Apertura y Clausura, donde los equipos clasificados entrarán con la mitad de los puntos obtenidos en la Primera Fase. Jugarán todos contra todos dos veces primero por la rueda de Apertura y luego la Cluasura. Culminada esta fase cuatro equipos quedarán eliminados y cuatro serán los que jueguen los play-offs.
La primera fase de los play-offs son las semifinales donde el primero de la tabla resultante de la Segunda Fase deberá jugar contra el cuarto y el segundo con el tercero al mejor de cinco partidos. Los equipos vencedores se asegurarán un lugar en las finales. De estas semifinales saldrán triunfantes solo dos equipos que se enfrentarán también en cinco contiendas por el título de Campeón uruguayo.

## Equipos 2007-08
| Club              | Ciudad     |
| ----------------- | ---------- |
| Aguada            | Montevideo |
| Atenas            | Montevideo |
| Club Biguá        | Montevideo |
| Defensor Sporting | Montevideo |
| Hebraica y Macabi | Montevideo |
| Malvín            | Montevideo |
| Olimpia           | Montevideo |
| Paysandú BBC      | Paysandú   |
| Sayago            | Montevideo |
| Soriano           | Soriano    |
| Trouville         | Montevideo |
| Unión Atlética    | Montevideo |
| Welcome           | Montevideo |

## Desarrollo

### Torneo Clasificatorio
Tras esta etapa quedaron ocho clasificados, tres eliminados (que estarán en la Liga 2008-09) y dos descensos, el de Aguada y el de Soriano.
| Puesto | Equipo            | G  | P  | PJ |
| ------ | ----------------- | -- | -- | -- |
| 1º     | Defensor Sporting | 19 | 5  | 24 |
| 2º     | Biguá             | 18 | 6  | 24 |
| 3º     | Malvín            | 16 | 8  | 24 |
| 4º     | Trouville         | 16 | 8  | 24 |
| 5º     | Hebraica y Macabi | 15 | 9  | 24 |
| 6º     | Unión Atlética    | 14 | 10 | 24 |
| 7º     | Atenas            | 13 | 11 | 24 |
| 8º     | Welcome           | 10 | 14 | 24 |
| 9º     | Sayago            | 8  | 16 | 24 |
| 10º    | Olimpia           | 8  | 16 | 24 |
| 11º    | Paysandú BBC      | 7  | 17 | 24 |
| 12º    | Aguada*           | 7  | 17 | 24 |
| 13º    | Soriano           | 5  | 19 | 24 |

- Desciende Aguada y no Paysandú debido a que al menos uno de los descensos debía ser de un club de la capital.

|  | Equipos clasificados a la Segunda Fase. |
|  | Desciende al Torneo Metropolitano.      |

### Segunda Fase
| Puesto | Equipo            | G  | P  | Puntos |
| ------ | ----------------- | -- | -- | ------ |
| 1º     | Biguá             | 11 | 2  | 45     |
| 2º     | Atenas            | 9  | 5  | 41.5   |
| 3º     | Hebraica          | 8  | 6  | 41.5   |
| 4º     | Defensor Sporting | 6  | 8  | 41.5   |
| 5º     | Unión Atlética    | 8  | 6  | 41     |
| 6º     | Trouville         | 7  | 7  | 41     |
| 7º     | Malvín            | 6  | 8  | 40     |
| 8º     | Welcome           | 0  | 13 | 30     |

|  | Equipos clasificados a Play-offs. |

### Play-offs
|  | Semifinales | Semifinales       | Semifinales |                   |   | Final | Final | Final |  |
|  |             |                   |             |                   |   |       |       |       |  |
|  |             |                   |             |                   |   |       |       |       |  |
|  | 1           | Biguá             | 3           |                   |   |       |       |       |  |
|  | 1           | Biguá             | 3           |                   |   |       |       |       |  |
|  | 4           | Defensor Sporting | 1           |                   |   |       |       |       |  |
|  | 4           | Defensor Sporting | 1           |                   | 1 | Biguá | 3     |       |  |
|  |             |                   |             |                   | 1 | Biguá | 3     |       |  |
|  |             |                   | 3           | Hebraica y Macabi | 0 |       |       |       |  |
|  | 2           | Atenas            | 3           | Hebraica y Macabi | 0 | 2     |       |       |  |
|  | 2           | Atenas            |             |                   |   | 2     |       |       |  |
|  | 3           | Hebraica y Macabi | 3           |                   |   |       |       |       |  |
|  | 3           | Hebraica y Macabi | 3           |                   |   |       |       |       |  |
|  |             |                   |             |                   |   |       |       |       |  |

| Campeón de la LUB 2007-08 |
| ------------------------- |
| Biguá 1° Título de la LUB |